# Adam Reideborn
Adam Reideborn (ur. 18 stycznia 1992 w Sztokholmie) – szwedzki hokeista, reprezentant Szwecji, olimpijczyk.
Hokeistami zostali także jego brat Andreas (ur. 1990) i siostra Sofia (ur. 1999, także bramkarka).

## Kariera
- Göta/Traneberg J18 (2008/2009)
- Spånga IS J18 (2008/2009)
- Arlanda HC J18 (2009/2010)
- Wings HC Arlanda (2009/2010, 2010/2011, 2011/2012)
- Almtuna IS J20 (2010/2011)
- Almtuna IS (2010-2012)
- Djurgårdens IF (2012-2014)
  -  Djurgårdens IF J20 (2012/2013)
- Modo Hockey (2014–2016)
  -  Timrå IK (2014/2015, 2015/2016)
  -  MODO Hockey J20 (2015/2016)
  -  IF Björklöven (2015/2016)
- Djurgårdens IF (2016-2019)
- Ak Bars Kazań (2019-2021)
- CSKA Moskwa (2021-)

Wychowanek klubu AIK Ishockey. Od 2012 był zawodnikiem Djurgårdens IF. Od 2014 reprezentował Modo Hockey, wypożyczany do Timrå IK i IF Björklöven. W 2016 powrócił do Djurgårdens IF, w którym spędził trzy kolejne sezony. W maju 2019 przeszedł do rosyjskiego klubu Ak Bars Kazań w rozgrywkach KHL. W kwietniu 2020 przedłużył kontrakt o rok. Z końcem kwietnia 2021 odszedł z klubu. Wkrótce potem został zaangażowany przez CSKA Moskwa.
Uczestniczył w turniejach mistrzostw świata edycji 2021, zimowych igrzysk olimpijskich 2022.

## Sukcesy

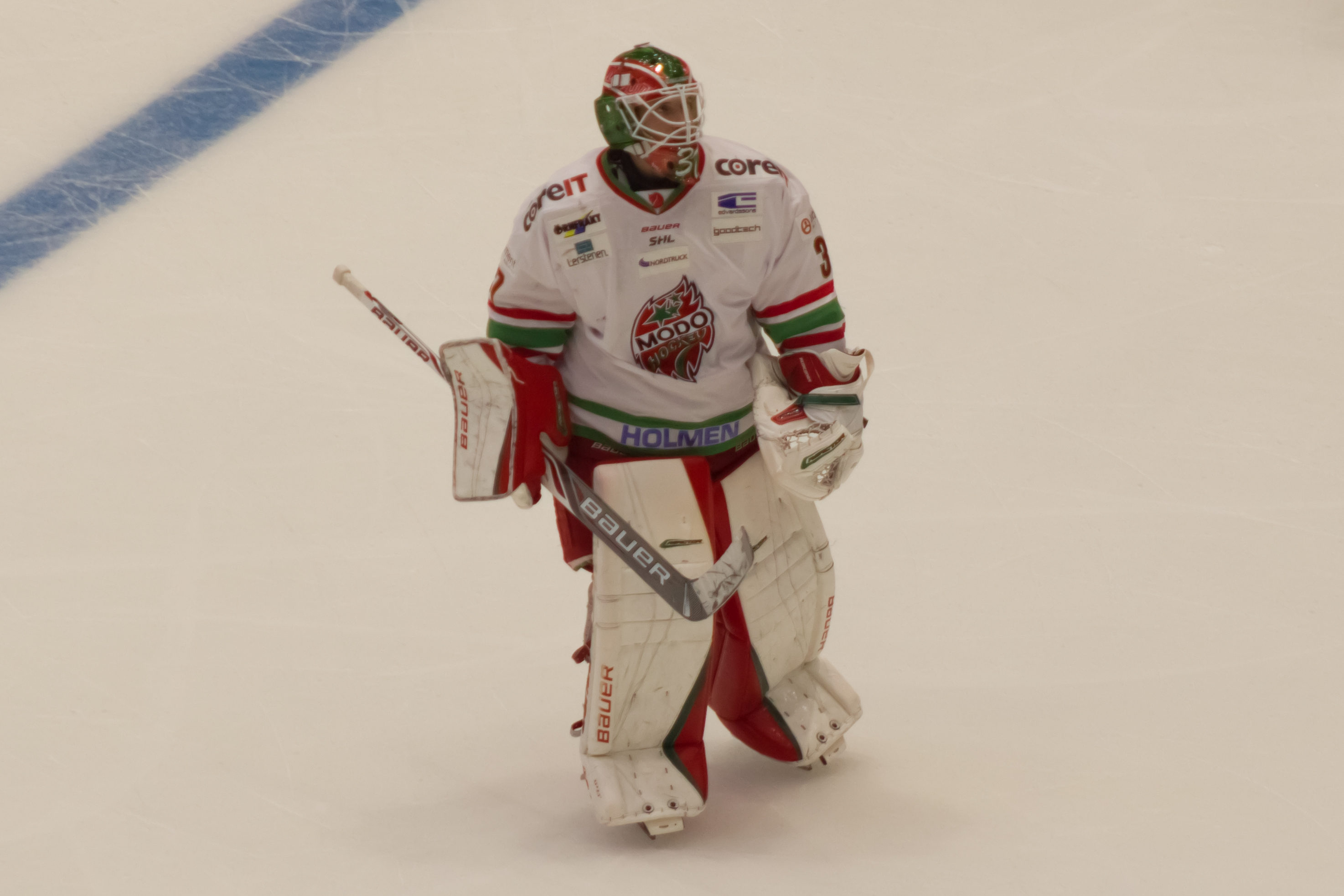
Adam Reideborn w barwach Modo (2015)

Klubowe
- Srebrny medal mistrzostw Szwecji: 2019 z Djurgårdens IF
- Srebrny medal mistrzostw Rosji: 2020 (uznaniowo) z Ak Barsem Kazań
- Puchar Otwarcia: 2009, 2020 z Ak Barsem Kazań
- Brązowy medal mistrzostw Rosji: 2021 z Ak Barsem Kazań
- Puchar Gagarina – mistrzostwo KHL: 2022, 2023 z CSKA Moskwa
- Złoty medal mistrzostw Rosji: 2020, 2022, 2023 z CSKA Moskwa

Indywidualne
- HockeyAllsvenskan (2013/2014):
  - Pierwsze miejsce w klasyfikacji średniej straconych goli na mecz w turnieju: 1,71
- Svenska hockeyligan (2017/2018):
  - Pierwsze miejsce w klasyfikacji skuteczności interwencji w sezonie zasadniczym: 93,8%
  - Pierwsze miejsce w klasyfikacji średniej straconych goli na mecz w turnieju: 1,57
- Svenska hockeyligan (2018/2019):
  - Trofeum Honkena - najlepszy bramkarz sezonu[8]
  - Najlepsza interwencja sezonu
- KHL (2020/2021):
  - Czwarte miejsce w klasyfikacji skuteczności interwencji w sezonie zasadniczym: 93,1%
  - Trzecie miejsce w klasyfikacji średniej goli straconych na mecz w sezonie zasadniczym: 1,82
- Mistrzostwa Świata w Hokeju na Lodzie 2021 (elita):
  - Drugie miejsce w klasyfikacji skuteczności interwencji w turnieju: 94,57%[9]
  - Czwarte miejsce w klasyfikacji średniej goli straconych na mecz w turnieju: 1,40
- KHL (2022/2023):
  - Pierwsze miejsce w klasyfikacji liczby meczów bez straty gola w fazie play-off: 5
  - Czwarte miejsce w klasyfikacji średniej goli straconych na mecz w fazie play-off: 1,91
  - Najlepszy bramkarz etapu - finały konferencji[10]